# Allan Francovich
Pour les articles homonymes, voir Francovich.
Allan Francovich est un cinéaste américain né le 23 mars 1941 et décédé le 17 avril 1997.
Il est connu pour ses documentaires sur la CIA, notamment Gladio, sur le réseau du même nom, sorti en 1992, et The Maltese Double Cross – Lockerbie (en), sur l'attentat de Lockerbie, sorti en 1994. Ce film accuse et démontre la participation de groupes terroristes manipulés par la Syrie pour le compte de l'Iran dans ce qui était considéré alors comme l'attentat le plus meurtrier jamais commis contre les États-Unis.  Le documentaire monté à Paris dans le plus grand secret, fut interdit de diffusion au Royaume Uni et aux USA de peur de procès.
Alan Francowitch est mort à la suite d'un malaise cardiaque survenu dans la zone des Douanes de l'aéroport de Houston au Texas, où il venait d'arriver.